# Danil Klenkin
Bản mẫu:Eastern Slavic name
Danil Konstantinovich Klenkin (tiếng Nga: Данил Константинович Клёнкин; sinh ngày 14 tháng 7 năm 1990) là một cầu thủ bóng đá người Nga. Anh thi đấu cho F.K. Krylia Sovetov Samara.